# Jan Schoonhoven

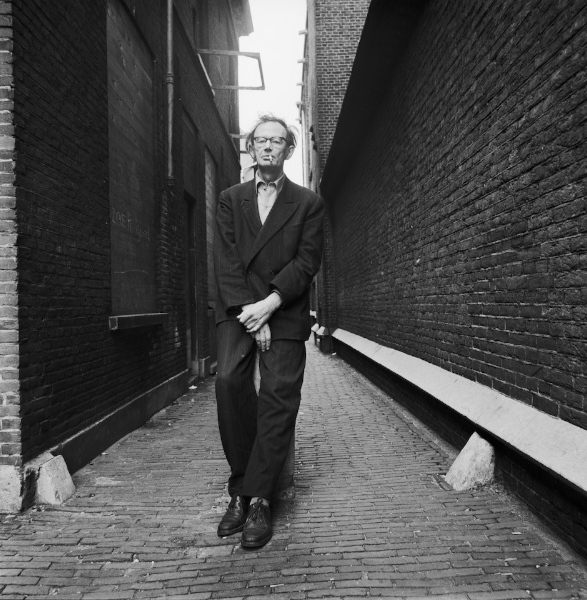
Jan Schoonhoven, Porträt von Lothar Wolleh

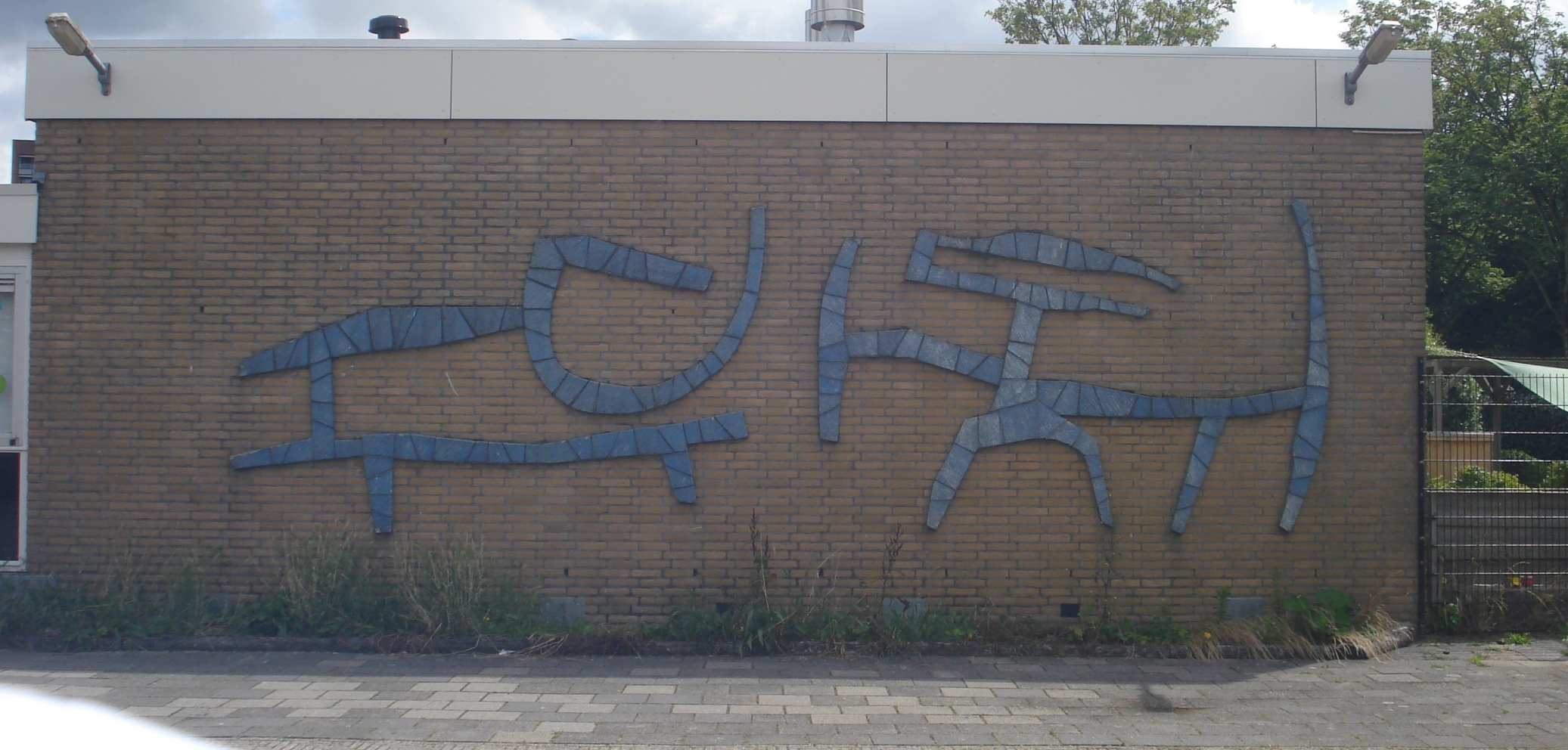
Relief, Max Havelaarweg in Rotterdam-Hoogvliet

Jan (Johannes Jacobus) Schoonhoven (* 26. Juni 1914 in Delft; † 31. Juli 1994 ebenda) war ein niederländischer Künstler ursprünglich des Informel, später einer von ihm maßgeblich mitgeprägten eigenen Kunstrichtung mit Berührungspunkten zur Konkreten Kunst.

## Biographie
Schoonhoven absolvierte seine Ausbildung (1930 bis 1934) als Zeichenlehrer an der Koninklijke Academie van Beeldende Kunsten von Den Haag (Niederlande) und arbeitete von 1946 bis 1979 als Postbeamter in Den Haag. Künstlerisch war er in den Abendstunden und den freien Wochenenden tätig.
Er war ein Mitgründer der Nederlandse Informele Groep (Niederländische Informelle Gruppe, 1959), die aus den fünf Künstlern Armando, Kees van Bohemen, Jan Henderikse, Henk Peeters und Schoonhoven selbst bestand. Sie ging nach einem Jahr, 1960, in die Gruppe nul (Null, OREZ) über. Die Namensgebung verweist auf die deutsche Künstlergruppe ZERO und auf den Nullpunkt, von dem ein künstlerischer Neuanfang ausgehen sollte. Sie setzte sich von der Gruppe CoBrA ab und strebte nach einer objektiven Kunst, die jedes emotionalen Wertes entkleidet ist und in der die Anwesenheit des Künstlers als Person ausgelöscht ist: Ziel ist, auf unpersönliche Weise die Wirklichkeit als Kunst zu fundieren.
Schoonhoven war kein Mitglied der Düsseldorfer Gruppe ZERO von Mack, Piene und Uecker, fühlte sich aber ihrem künstlerischen Aufbruch verbunden und beteiligte sich gelegentlich an gemeinsamen Ausstellungen. >Zero< (wie >Nul< als niederländisches Synonym) verstand Schoonhoven 1965 wohl auch als Sammelbegriff für die verwandten europäischen Kunstrichtungen einschließlich seiner eigenen: Zero bezieht sich nicht auf Geometrie. Das mag schon an und für sich deutlich sein, doch kann es sich sicher durch einen Vergleich von Zero-Produkten mit wesentlich geometrischen Dingen herausstellen. Selbstverständlich spielt die Geometrie eine Rolle in der Zero-Kunst, aber nicht die wichtigste. Zero möchte keine geometrische Konstruktion bieten, benutzt aber die Geometrie, um einen Standpunkt zu erläutern. Der geometrische Aspekt Zeros entsteht aus dem Element der Wiederholung, aus den Reihungen. Diese Ordnung geht aus der Notwendigkeit hervor, Präferenzen zu meiden. (Eine) Bevorzugung bestimmter Stellen und Punkte im Kunstwerk fehlt; das ist wesentlich für Zero und notwendig, um isolierte Realität zu vermitteln. Die geometrische Seite der Zero-Kunst ist folglich auf äußerste Unkompliziertheit abgestimmt, eine Organisation sehr komplizierter Formen, von der Wirklichkeit abgeleitete Realität.
Schoonhoven wurde auf der Biennale von São Paulo im Jahr 1967 mit dem zweiten Preis ausgezeichnet und war auf der documenta 4 (1968) und 6 (1977) in Kassel vertreten.
Jan Schoonhoven starb im Juli 1994.

## Werk
Schoonhoven machte zu Beginn seiner Laufbahn vor allem abstrakte Zeichnungen und Aquarelle. Ab 1955 entstanden monochrome weiße Reliefs. Jan Schoonhoven fertigte seine Kunstwerke aus Wellpappe, Pappmache und Toilettenpapierrollen auf einer Triplex-Unterlage. Die Werke entstanden nach geometrischen Prinzipien und bekamen nichtssagende Namen. Ein Beispiel hierfür ist das 1962 entstandene Weiße Strukturrelief R62-1.
Ab 1978 entstanden viele Zeichnungen: mit Linien, Punkten und Schraffuren zeichnete Schoonhoven teils expressiv, fast kalligraphische, Tusche- und Pinselzeichnungen.
Ein wichtiges Betätigungsfeld war die Reflexion von Licht auf weißen Oberflächen. Die reliefartigen Erhebungen und Vertiefungen mit ihrem Licht und Schattenspielen werden zum aktiven Teil seiner Kunstwerke.
Die Werke von Schoonhoven waren in vielen Ausstellungen in den Niederlanden und dem Ausland zu sehen.
Die wohl bekanntesten Werke Schoonhovens, seine rasterförmigen Reliefs aus Pappe, Papiermaschee und weißer Wandfarbe aus den 1960er und frühen 1970er Jahren, wurden in der Entstehungszeit je nach Größe und ästhetischer Ausstrahlung mit umgerechnet etwa 2.500 bis 8.000 Euro gehandelt (z. B.: „R73-18“, 60 × 50 cm, 1974 bei d.+c. mueller-roth, Stuttgart: DM 5.600,-).
Heute erzielen auf Auktionen ähnliche Reliefs dieser Größe etwa 200.000 Euro (z. B. „R72-19“, 53 × 43 cm, Auktion 2017 bei Phillips, London: GBP 197.000); größere Formate etwa 500.000 bis 600.000 Euro (z. B. „R72-73-M14“, 84 × 124 cm, erst bei Ketterer in München und zuletzt Auktion 2018 bei Phillips: GBP 441.000,- und „R73-1“, 60 × 186 cm, Auktion 2015 bei Christie’s, London: EUR 541.500,-).

## Werke in Öffentlichen Sammlungen
Belgien
- Museum van Hedendaagse Kunst (MuHKA), Antwerpen
- SMAK Stedelijk Museum voor Actuele Kunst, Gent

Deutschland
- Daimler Contemporary, Berlin
- Situation Kunst (für Max Imdahl), Bochum
- Stiftung DKM, Duisburg
- Museum Folkwang Essen, Essen
- Schloss Wilhelmshöhe, Kassel
- Städtisches Museum, Mönchengladbach
- Museum gegenstandsfreier Kunst, Otterndorf
- Saarlandmuseum, Saarbrücken
- Kunstmuseum Reutlingen | konkret, Reutlingen

Finnland
- Kiasma – Museum of Contemporary Art, Helsinki

Frankreich
- FRAC - Bourgogne, Dijon
- Espace de l’art concret, Mouans-Sartoux

Kanada
- Carleton University Art Gallery, Ottawa

Niederlande
- Rijksmuseum Amsterdam
- Stedelijk Museum, Amsterdam
- CODA Museum, Apeldoorn
- Gemeentemuseum Den Haag, Den Haag
- Dordrechts Museum, Dordrecht
- Van Abbemuseum, Eindhoven
- Rijksmuseum Twenthe – Museum voor oude en moderne kunst, Enschede
- Stadsgalerij Heerlen, Heerlen
- Museum Het Valkhof, Nijmegen
- Museum Boijmans Van Beuningen, Rotterdam
- Stedelijk Museum Schiedam, Schiedam
- Centraal Museum Utrecht, Utrecht

Polen
- Muzeum Sztuki w Łodzi, Łódź

Schweiz
- Schaulager, Münchenstein/Basel

Vereinigtes Königreich (niederländisch und deutsch)
- Tate Britain, London